# Ступин, Вячеслав Григорьевич
Вячеслав Григорьевич Ступин (род. 1 января 1947, Вичуга, Ивановская область) — советский и российский партийный и государственный деятель, первый секретарь Ивановского обкома КПСС (1990—1991), глава города Вичуги с 2000 по 2010 гг., глава администрации города Вичуги с 2010 года по 2015 год. С 30 июля 2020 года - исполняющий обязанности главы города Кинешма. С 27 ноября 2020 года - Глава города Кинешма.

## Биография
1963—1977 гг. — работал на Вичугском машиностроительном заводе.
1979—1984 гг. — председателель исполкома Вичугского городского Совета народных депутатов.
1984—1990 гг. — возглавлял Вичугский горком КПСС.
1990—1991 гг. — возглавлял Ивановский обком КПСС.
1992—2000 гг. — заместитель генерального директора предприятия «Время».
C 3 декабря 2000 — глава администрации города Вичуга (повторно избирался в 2005).
С мая 2010 по 2015 г. — глава администрации городского округа Вичуга.
В конце июля 2020 года депутаты Кинешемской городской думы временно наделили Ступина полномочиями главы города. На этом посту он заменил ушедшего в отставку предыдущего градоначальника Александра Пахолкова. По Уставу Кинешмы после отставки главы его обязанности должен исполнять один из замов. Поэтому депутаты сначала одобрили кандидатуру Ступина на должность заместителя мэра, вместо покинувшей этот пост Светланы Сафроновой.
С 27 ноября 2020 г. - Глава города Кинешма.
Почётный гражданин города Вичуга (2009).